# Puerto Rico (Tumbes)
Puerto Rico es una localidad peruana ubicada en el distrito de Pampas de Hospital, perteneciente a la provincia y el departamento de Tumbes, al norte del Perú. 

## Ubicación
Puerto Rico se ubica al norte de la provincia de Tumbes, en el distrito de Pampas de Hospital, en el departamento de Tumbes.

## Demografía
En 2017 Puerto Rico tenía una población de 8 habitantes.